# Essex Junction
Essex Junction é uma localidade (village) da cidade de Essex, do estado de Vermont, nos Estados Unidos, que é o estado mais rural do país.[carece de fontes?]. Tem uma população de 8.591 (censo de 2000).